# Trichosphaerella
Trichosphaerella es un género de hongos en la familia Niessliaceae. El género contiene dos especies.